# Hogna willeyi
Hogna willeyi là một loài nhện trong họ Lycosidae.
Loài này thuộc chi Hogna. Hogna willeyi được Mary Agard Pocock miêu tả năm 1899.